# Enniscorthy Castle
Enniscorthy Castle (irisch Caisleán Inis Córthaidh) ist eine Burg in Enniscorthy im irischen County Wexford. Die heutige Burg wurde im 16. Jahrhundert erbaut.

## Geschichte
Die erste steinerne Niederungsburg an dieser Stelle ließen der anglonormannische Ritter Philip de Prendergast und seine Gattin Maud in den 1190er Jahren errichten. Ihre Nachkommen lebten dort bis in die 1370er Jahre. Dann griff Art Mór Mac Murchadha Caomhánach die Burg an und versuchte so, das Land seiner Vorfahren zurückzuerobern. Der Angreifer war erfolgreich und so hielten die MacMurrough Kavanaghs die Burg bis 1536. Dann gaben sie das Anwesen und die umgebenden Ländereien zugunsten von Lord Leonard Grey auf. Enniscorthy Castle soll damals bereits eine Ruine gewesen sein. 1569 ließ sie der Earl of Kildare gänzlich niederbrennen. 1581 verlehnte Königin Elisabeth I. das Anwesen an Edmund Spenser, der sich dort allerdings nie niederließ. Später, während der Plantation, gehörte die Burg Henry Wallop, der sie umfangreich aus- und umbauen ließ. Im Jahre 1649 wurde Enniscorthy Castle von den Truppen Oliver Cromwells erobert und diente während der irischen Rebellion von 1798 als Gefängnis. Dann wurde es die private Wohnstatt der Familie Roche, bis diese 1951 auszog. In den Jahren danach wurde die Burg zum Wexford County Museum. 2006 wurde Enniscorthy Castle wegen Renovierung geschlossen und 2011 wiedereröffnet.
Heute werden dort die Entwicklung der Burg und der Stadt von den ersten anglonormannischen Ursprüngen an gezeigt. Im Museum findet man auch Ausstellungen, die den letzten Bewohnern der Burg, den Roches, dem industriellen und kommerziellen Erbe von Enniscorthy, Colm Toybin's, Brooklyn und der modernistischen Designerin Eileen Gray gewidmet sind.

## Beschreibung
Enniscorthy Castle liegt am Ufer des Flusses Slaney im Zentrum der Stadt Enniscorthy. Als normannische Burg hat sie vier Ecktürme und einen rechteckigen Donjon mit vier Stockwerken. Die ursprüngliche Gründung einer Burg an dieser Stelle geht auf das 12. oder 13. Jahrhundert zurück, aber das heutige Gebäude stammt größtenteils aus dem 16. Jahrhundert. Enniscorthy Castle ähnelt im Stil anderen Burgen in der Gegend, wie dem Ferns Castle oder dem Carlow Castle. Anfang des 20. Jahrhunderts lag die Burg in Ruinen, wurde aber von P. J. Roche restauriert, der das Gebäude erweiterte und wiederherstellte.

## Wexford County Museum
Viele Jahre lang war in der Burg das Wexford County Museum untergebracht. 2006 wurde sie für ausgedehnte Renovierungen geschlossen und die Sammlungen gingen in die Verantwortung der örtlichen Behörden über. Enniscorthy Castle wurde 2011 wiedereröffnet.
Heute ist die Entwicklung der Burg und der Stadt von den frühesten anglonormannischen Ursprüngen an dargestellt, wobei auf die Bedeutung der Burg als Wohnstatt der Familie ein besonderes Augenmerk gelegt wird. Es werden auch einige Objekte des älteren Ausstellungen des Wexford County Museum gezeigt.

### Denys Corbett-Wilson
Auf dem Burggelände befindet sich eine Plakette, auf der die Daten des ersten Fluges über die irische See durch Denys Corbett-Wilson vermerkt sind.